# Beaumont (Corrèze)
 Beaumont  (en occitano Bèl Mont) es una comuna  y población de Francia, en la región de Lemosín, departamento de Corrèze, en el distrito de Tulle y cantón de Seilhac.
Su población en el censo de 2008 era de 117 habitantes.
Está integrada en la Communauté de communes Tulle et cœur de Corrèze.

## Demografía
| 256 | 208 | 180 | 160 | 134 | 128 | 117 |
| Para los censos de 1962 a 1999 la población legal corresponde a la población sin duplicidades (Fuente: INSEE [Consultar]) |     |     |     |     |     |     |